# 차메인
차메인(본명: 차정욱)은 대한민국의 남자 래퍼이다.
<Show Me The Money 3>에 출연하여 도끼 & 더 콰이엇 팀에서 좋은 성적을 거두며 본선에 진출하였지만 산이 & 스윙스 팀에게 패배하며 탈락하였다.
GVOY라는 레이블을 제이문, 프라임보이와 함께 운영하였으나, 개인 사정 등으로 인해서 레이블이 해체되었고 이후 음악 활동을 잠정 휴식 하였다.
2018년 정규 2집 <22>를 발매하며 복귀 소식을 알렸지만 얼마 지나지않아 군으로 입대하였다.